# عقوبة الإعدام في الولايات المتحدة

خريطة تبين استخدام عقوبة الإعدام في الولايات المتحدة.
الولايات التي لا تطبق عقوبة الإعدام
الولايات التي تطبق عقوبة الإعدام

عقوبة الإعدام هي عقوبة قانونية في الولايات المتحدة، وتستخدم حاليا من قبل 32 ولاية وحكومة اتحادية. وبدأ ظهورها بسبب المستعمرات الأمريكية.
لم تكن هناك عمليات إعدام في البلد بأكمله بين عامي 1967 و 1977. في عام 1972، ألغت المحكمة العليا في الولايات المتحدة قوانين عقوبة الإعدام في قضية فورمان ضد جورجيا، وجعل جميع أحكام الإعدام السجن مدى الحياة.
في وقت لاحق، أصدرت أغلبية الولايات قوانين جديدة لعقوبة الإعدام، وأكد للمحكمة شرعية عقوبة الإعدام في 1976 قضية جريج ضد جورجيا. منذ ذلك الحين، تم تنفيذ أكثر عقوبة ل 1400 مجرم، وفي عام 2015 بلغ عدد عقوبات الإعدام 28 عقوبة.
الولايات المتحدة هي البلد الغربي الوحيد الذي بطبق حاليا عقوبة الإعداموكانت أول من وضع الحقنة المميتة، وطريقة التنفيذ، والتي تمت الموافقة عليها من قبل خمس ولايات أخرى..
لم تكن هناك عمليات إعدام في الولايات المتحدة بين عامي 1967 و1977. ألغت المحكمة العليا في الولايات المتحدة في عام 1972 قوانين عقوبة الإعدام في قضية فورمان ضد جورجيا، وخفّضت جميع أحكام الإعدام المعلقة في ذلك الوقت إلى السجن المؤبد.
أقرت غالبية الولايات المتحدة بعد ذلك قوانين جديدة لعقوبة الإعدام، وأكدت المحكمة شرعية عقوبة الإعدام في قضية غريغ ضد جورجيا عام 1976. حُكم على أكثر من 7800 مدعى عليه بالإعدام منذ ذلك الحين وأُعدم أكثر من 1500 منهم. سقطت التُهم عن ما يقارب 165 محكوم عليه حديثًا قبل إعدامهم. تحتوي السجون الأمريكية على 2743 سجين وُضعوا في طور الإعدام اعتبارًا من 1 أبريل في عام 2018.

## جرائم الإعدام

### القتل المشدد
تختلف العوامل المشددة التي تؤدي إلى عقوبة الإعدام اختلافًا كبيرًا بين الدول التي تصدر أوامر الإعدام. تملك كاليفورنيا 22 من العوامل المشددة. تكاد بعض الظروف المشددة أن تكون عالمية مثل جرائم القتل بدافع السرقة والجرائم التي تنطوي على اغتصاب الضحية وقتل ضابط شرطة في الخدمة.
أدرجت عدة ولايات قتل الأطفال في قائمة العوامل المشددة الخاصة بهم، ويختلف عمر الضحية في الجريمة التي يُعاقب عليها بالموت. رفعت تكساس هذا العمر من ستة إلى عشرة أعوام في عام 2011.
انتُقد العدد الكبير من العوامل المشددة في بعض الولايات بسبب منح المدعين سلطة تقديرية كبيرة في اختيار القضايا التي يعتقدون أن عقوبة الإعدام تكون مبررةً فيها. اقترحت لجنة رسمية في ولاية كاليفورنيا على وجه الخصوص في عام 2008 تخفيض هذه العوامل إلى خمس (جرائم قتل متعددة وجريمة القتل بالتعذيب وقتل ضابط شرطة وجريمة قتل ارتكبت في السجن وجريمة قتل مرتبطة بجناية أخرى). ذهب كاتب العمود تشارلز لين إلى أبعد من ذلك واقترح عدم التعامل مع جريمة القتل المرتبطة بجناية غير الاغتصاب بمثابة جريمة كبرى عندما يكون هناك ضحية واحدة مقتولة فقط.

### جرائم ضد الدولة
يقول رأي المحكمة في قضية كينيدي ضد لويزيانا إن الحكم لا ينطبق على قضايا الخيانة والتجسس والإرهاب ونشاط المخدرات والتي تعتبر جرائم ضد الدولة. لم تُصدر المحكمة حكمًا محددًا على دستورية عقوبة الإعدام المطبقة على الجرائم السابقة، ولم يُعاقب أحد بالموت بعد ارتكابه لها.
تُعتبر كل من الخيانة والتجسس والإتجار بالمخدرات على نطاق واسع جرائم إعدام بموجب القانون الفيدرالي، ويعاقب على الخيانة بالإعدام في ست ولايات (أركنساس وكاليفورنيا وجورجيا ولويزيانا وميسيسيبي وميسوري). تملك ولاية فيرمونت قانون «ما قبل فورمان» الذي يستخدم عقوبة الإعدام بتهمة الخيانة العظمى على الرغم من إلغاء عقوبة الإعدام بتهمة القتل في عام 1965. يُعاقب على الإتجار بالمخدرات على نطاق واسع بالموت في ولايتي (فلوريدا وميسوري). يعَد اختطاف الطائرات جريمة كبرى في ولايتي جورجيا ومسيسيبي.

## توزيع الأحكام
بلغ متوسط أحكام الإعدام حكمًا واحدًا لكل 200 إدانة بالقتل في الولايات المتحدة في السنوات الأخيرة. تملك ألاباما أعلى معدل فردي من أحكام الإعدام؛ لأنها كانت واحدة من الولايات القليلة التي سمحت للقضاة بتجاوز توصية هيئة المحلفين لصالح السجن المؤبد، وهو احتمال ألغته في مارس في عام 2017.

## بين الولايات
يتناسب توزيع أحكام الإعدام بين الولايات بشكل كبير مع سكانها ومعدلات القتل فيها. تملك كاليفورنيا -الولاية الأكثر اكتظاظا بالسكان- أيضا أكبر معدلات لحالات الإعدام مع أكثر من 700 سجين، وتملك ولاية وايومينغ -وهي أقل ولاية من ناحية عدد السكان- رجلًا واحدًا مدانًا فقط.
تُعد عمليات الإعدام أكثر تواترًا (وتحدث بسرعة أكبر بعد إصدار الحكم) في الولايات المحافظة. نفذت تكساس -وهي ثاني أكبر ولاية من ناحية عدد السكان بين الولايات- أكثر من 500 عملية إعدام خلال حقبة ما بعد فورمان، أي أكثر من ثلث الإجمالي الوطني. نفذت كاليفورنيا 13 عملية إعدام فقط خلال نفس الفترة، ولم تنفَّذ أي عملية منذ عام 2006.

## بين الأعراق
يشكل الأميركيون من أصل أفريقي 41% من السجناء المحكوم عليهم بالإعدام بينما يشكلون 12.6 فقط من إجمالي السكان، وشكلوا 34% من الذين أُعدموا فعليًا منذ عام 1976. يُعتبر هذا التمثيل ناقصًا بالنسبة إلى نسبة القتلة المدانين. كان 52.2% من جميع مرتكبي جرائم القتل بين عامي 1980 و2008 من الأمريكيين من أصل أفريقي. كان 13.5% من السجناء المحكوم عليهم بالإعدام من أصل إسباني أو لاتيني، وشكّلوا نسبة 17.4% من إجمالي السكان.

## بين الأجناس
أبلغ مركز معلومات عقوبة الإعدام عن وجود 54 امرأة في انتظار حكم الإعدام اعتبارًا من 1 أكتوبر في عام 2016. يشكل هذا 1.86% من مجموع السكان المحكوم عليهم بالإعدام. أُعدمت 16 امرأة و1442 رجلًا منذ عام 1976. نُفّذت 15.391 عملية إعدام قانونية مؤكدة في الولايات المتحدة منذ عام 1608 من بينها 575 أو 3.6% من النساء. تمثل النساء 1/50 من عقوبة الإعدام و 1/67 شخصًا ينتظرون تنفيذ حكم الإعدام و 1/100 شخصًا تُنفّذ عقوبة الإعدام بحقهم. تُعد كاليفورنيا وتكساس وفلوريدا الولايات التي أعدمت أكبر عدد من النساء.

## حضور عمليات الإعدام
حصل آخر إعدام علني في الولايات المتحدة عند إعدام ريني بيثيا في مدينة أوينسبورو في ولاية كنتاكي في 14 أغسطس في عام 1936. كان هذا آخر إعدام في الدولة سمح لعامة الناس بالحضور دون فرض أي قيود قانونية. «الإعدام العام» هو عبارة قانونية تحددها قوانين الولايات المختلفة، وتُنفّذ بموجب أمر من المحكمة، وهو يشبه حالتا «السجل العام» أو «الاجتماع العام» اللتان تسمحان بحضور أي شخص يرغب في مشاهدة عملية الإعدام.
نشأت حركة سياسية في الولايات المتحدة لفرض عمليات الإعدام الخاصة في عام 1890. سنّت عدة ولايات قوانين تقضي بتنفيذ عمليات الإعدام داخل مكان مُغلق أو بعيدًا عن أعين العامة. تستخدم معظم قوانين الولايات حاليًا هذه الطريقة المحددة لحظر عمليات الإعدام العلنية في حين أن البعض الآخر يفعل ذلك ضمنيًا بحضور شهود مفوضين قانونيًا فقط.
تسمح جميع الولايات لمراسلي الأخبار بأن يشهدوا عملية الإعدام بغية نقل المعلومات إلى الجمهور العام باستثناء ولاية وايومينغ التي لا تسمح إلا بالشهود الذين يفوّصهم المدانون. تسمح عدة ولايات لعائلات الضحايا وأقاربهم الذين يختارهم السجين بمشاهدة عمليات الإعدام. يُعرض على المدانين بعض الخدمات الدينية واختيار آخر وجبة لهم قبل ساعة أو ساعتين من الإعدام (ما عدا في تكساس التي ألغت هذا الشيء في عام 2011).